# Girolamo Frescobaldi
Girolamo Frescobaldi (ur. we wrześniu 1583 w Ferrarze, zm. 1 marca 1643 w Rzymie) – włoski kompozytor przełomu renesansu i baroku.

## Życiorys
Urodzony w Ferrarze, studiował grę na organach pod kierunkiem Luzzasco Luzzaschiego. Przez pewien czas był organistą w bazylice św. Marii na Zatybrzu w Rzymie.

## Twórczość
Pozostawił po sobie wiele utworów klawesynowych oraz organowych, a jego twórczość ma istotne znaczenie dla analizy przemian pomiędzy renesansem a barokiem.
Chociaż najpopularniejszym utworem są Fiori musicali – cykl utworów organowych do wykonywania w czasie mszy, bardzo często mylone są z nimi Fioretti del Frescobaldi – cykl jedenastu canzon zakończonych toccatą na organy solo. Te ostatnie przetrwały tylko w jednej kopii wykonanej przez Niccolò Borbone, ucznia Frescobaldiego. Przechowywana jest ona obecnie w British Library. Fioretti opublikowano stosunkowo niedawno, a pierwszego publicznego wykonania oraz nagrania tych utworów dokonał Wilhelm Krumbach w 1983 roku, w 400 urodziny kompozytora.